# Глебычево
Глебычево (до 1948 года Макслахти, фин. Makslahti) — посёлок в Приморском городском поселении Выборгского района Ленинградской области. Бывший административный центр Глебычевского сельского поселения.

## Название
Зимой 1948 года деревне Макслахти было присвоено наименование Глебычево, «в память героя ВОВ, похороненного на станции Макслахти». Переименование было закреплено указом Президиума ВС РСФСР от 13 января 1949 года.

## История
На территории, где сейчас находятся посёлки Глебычево и Ключевое, в дореволюционные годы располагалась небольшая финская деревня Рёмпётти. В середине 1920-х годов она превратилась в крупный торгово-промышленный центр, своего рода рабочий посёлок. На её территории в 1920—1924 годах было построено семь дотов и командный пункт.
Деревня Рёмпётти состояла из двух частей — Мяки и Роуску, и в свою очередь являлась частью большого селения Макслахти. В начале века всё население этой деревни почти полностью состояло из представителей рода Роуску.

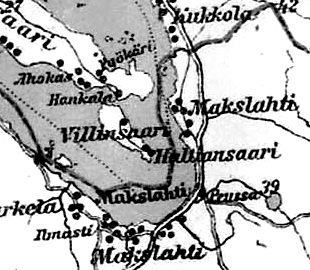
Деревня Макслахти (на восточном берегу залива) на финской карте 1923 года

До 1939 года деревня Макслахти входила в состав волости Койвисто Выборгской губернии Финляндской республики.
С 1 января 1940 года — в составе Роккольского сельсовета Выборгского района Карело-Финской ССР.
С 1 июля 1941 года по 31 мая 1944 года финская оккупация.
С 1 ноября 1944 года — в составе Виллальского сельсовета Выборгского района.
После войны вступил в строй Глебычевский завод огнеупоров, на котором работали, главным образом, жители ближайших посёлков.
С 1 января 1949 года деревня Макслахти учитывается административными данными, как деревня Глебычево в составе Прибыловского сельсовета.
С 1 мая 1950 года — в составе Приморского района.
С 1953 года Глебычевский завод выпускал керамические облицовочные плиты.
С 1 апреля 1954 года — в составе Рощинского района.
С 1 января 1957 года — вновь в составе Выборгского района.
В 1961 году деревня насчитывала 574 жителя.
Согласно административным данным 1966 и 1973 года посёлок Глебычево находился в составе Прибыловского сельсовета.
По данным 1990 года в посёлке Глебычево проживали 2829 человек. Посёлок являлся административным центром Глебычевского сельсовета в который входили 5 населённых пунктов: посёлки Вязы, Глебычево, Каменка, Ключевое, Прибылово, общей численностью населения 3146 человек.
В 1997 году в посёлке Глебычево Глебычевской волости проживали 4768 человек, в 2002 году — 3259 человек (русские — 85 %), посёлок являлся административным центром волости.
В 2007 году в посёлке Глебычево Глебычевского ГП проживали 3437 человек, в 2010 году — 3542 человека, посёлок являлся административным центром поселения.
8 мая 2014 года Глебычевское сельское поселение вошло в состав Приморского городского поселения.

## География
Посёлок расположен в западной части района на автодороге 41А-082 (Зеленогорск — Выборг) в месте примыкания к ней автодороги 41К-094 (Глебычево — Прибылово).
Расстояние до ближайшей железнодорожной станции Прибылово — 3 км.
Посёлок находится на берегу Выборгского залива.

## Демография
| 2002 | 2007  | 2010  | 2017  | 2021  |
| ---- | ----- | ----- | ----- | ----- |
| 3259 | ↗3435 | ↗3542 | ↘3337 | ↘2599 |

## Инфраструктура
На аэродроме Прибылово возле посёлка дислоцируется вертолётная эскадрилья 332-го отдельного гвардейского вертолётного полка ВКС РФ.

## Памятники
- Памятник вертолёту Ми-4 перед въездом в воинскую часть 332-го вертолётного полка[20][21].
- Мемориальная доска в честь Г. С. Титова[22], проходившего службу в 26-м гвардейском истребительном авиаполку с 1958 по 1960 год.
- Мемориальная доска в честь В. А. Кучеренко, проходившего службу в 332-м вертолётном полку с 1984 по 1987 год[22].

## Фото

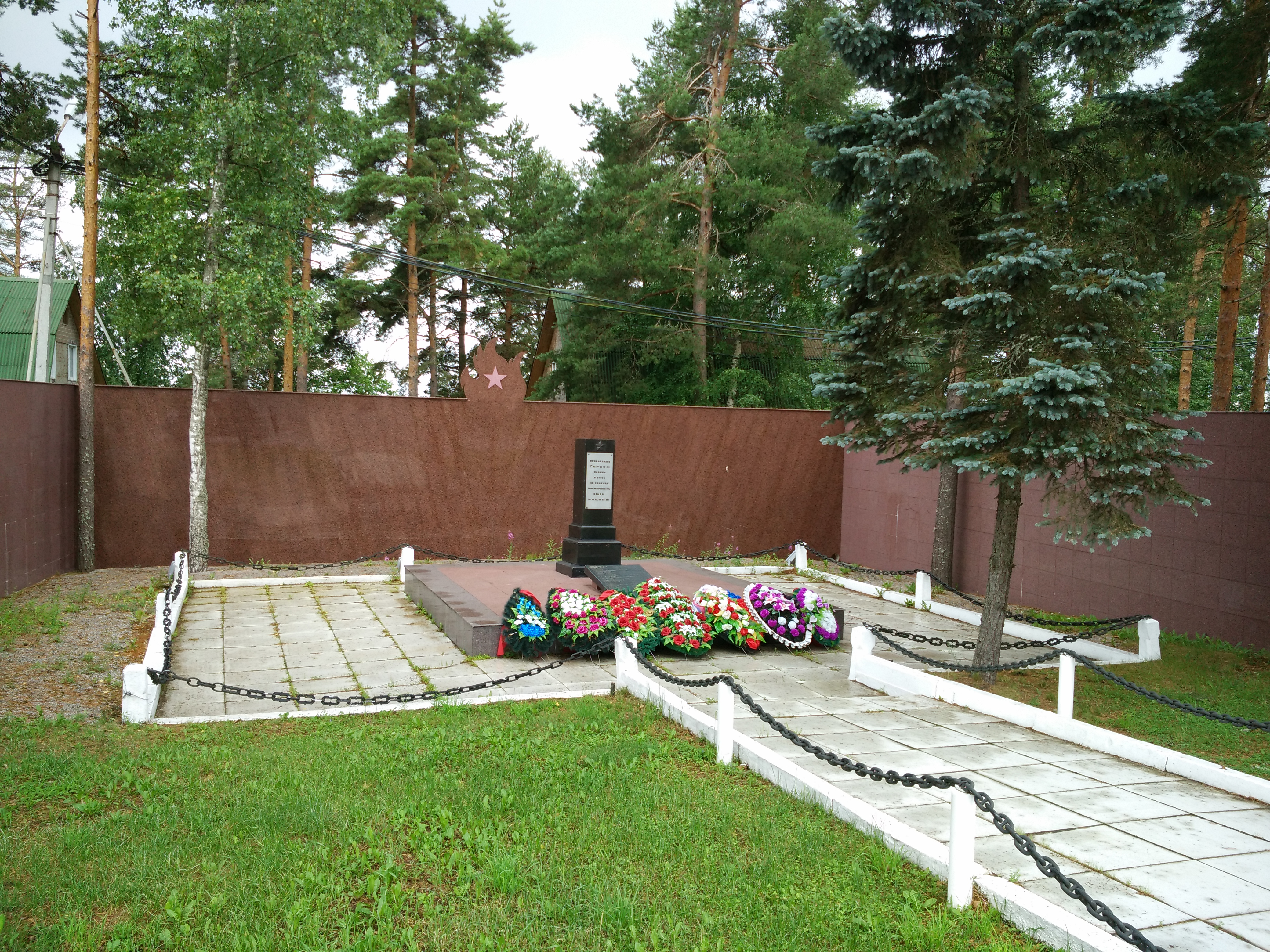
Воинский мемориал в посёлке Глебычево

## Улицы
1-й Лесной проезд, 1-я Лесная, 1-я Морская, 2-я Лесная, 3-я Лесная, 3-я Морская, 4-я Лесная, 4-я Морская 5-я Лесная, 5-я Морская, 6-я Морская, Голубичная, Голубичный проезд, Голубичный переулок, Дальний переулок, Железнодорожная, Железнодорожный проезд, Железнодорожный переулок, Заводская, Заливная, Лебединая, Лесной проезд, Лесные Луга, Луговая, Луговой проезд, Мира, Огородный проезд, Офицерская, Офицерский проезд, Приморское шоссе, Путейный проезд, Родниковый проезд, Стрелковый проезд, Трансформаторная, Хуторская, Школьный проезд.